# Flöha
Flöha – miasto w Niemczech, w kraju związkowym Saksonia, w okręgu administracyjnym Chemnitz, w powiecie Mittelsachsen (do 31 lipca 2008 w powiecie Freiberg). Do 30 września 2011 siedziba wspólnoty administracyjnej Flöha. Dnia 1 października 2011 do miasta przyłączono gminę Falkenau, która stała się jej dzielnicą, a wspólnota administracyjna została rozwiązana.

## Geografia
Miasto Flöha położone jest nad rzeką Flöha, ok. 10 km na wschód od miasta Chemnitz.

## Dzielnice miasta
- Bernsdorf
- Falkenau
- Gückelsberg
- Plaue

## Zabytki
- Pocztowy słup ćwierćmilowy z 1722 r. z monogramem króla Polski Augusta II Mocnego w Falkenau
- Ratusz z 1894 r.
- Gmach poczty z 1906 r.
- Kamienice z początku XX w.

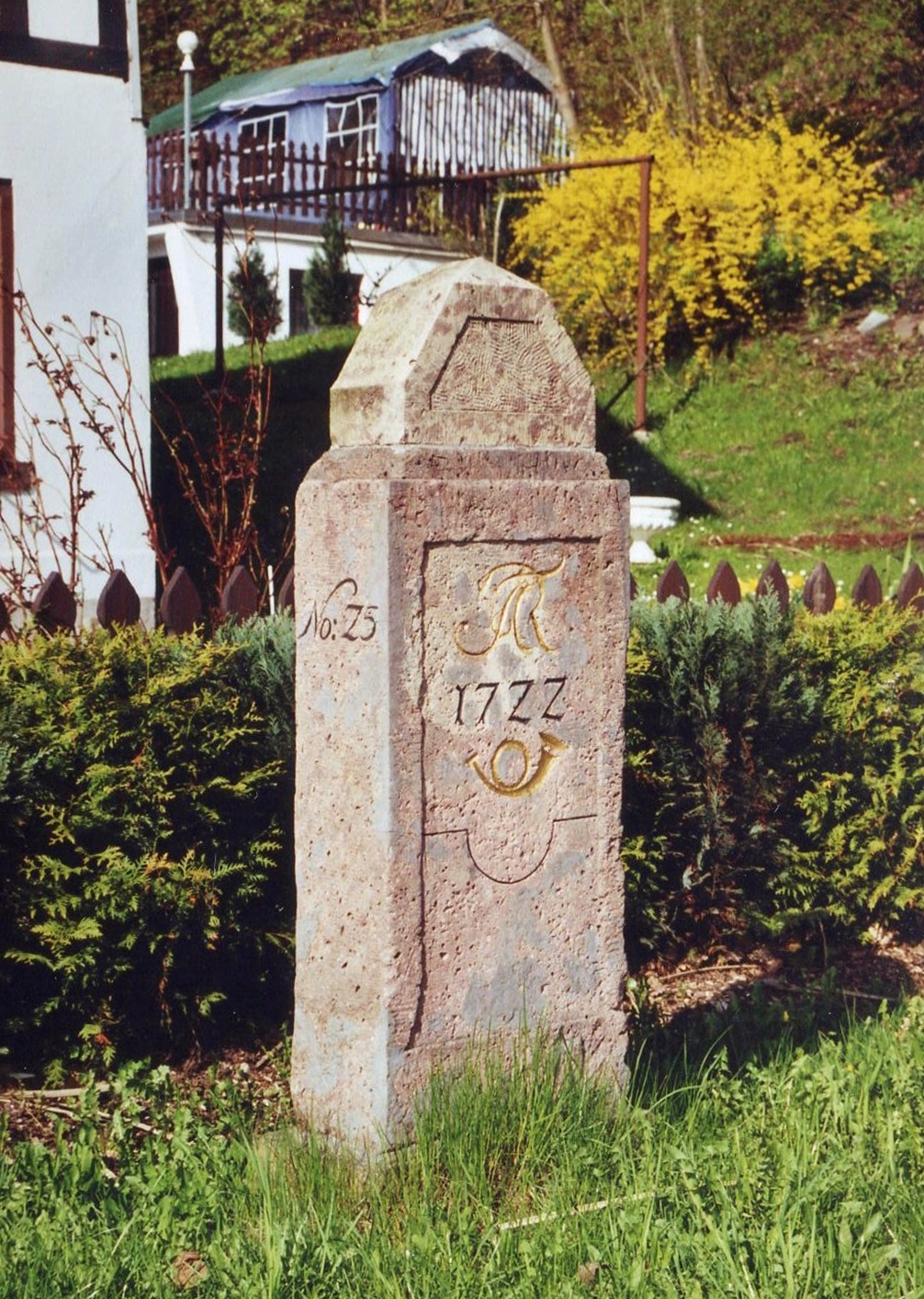
Pocztowy słup ćwierćmilowy
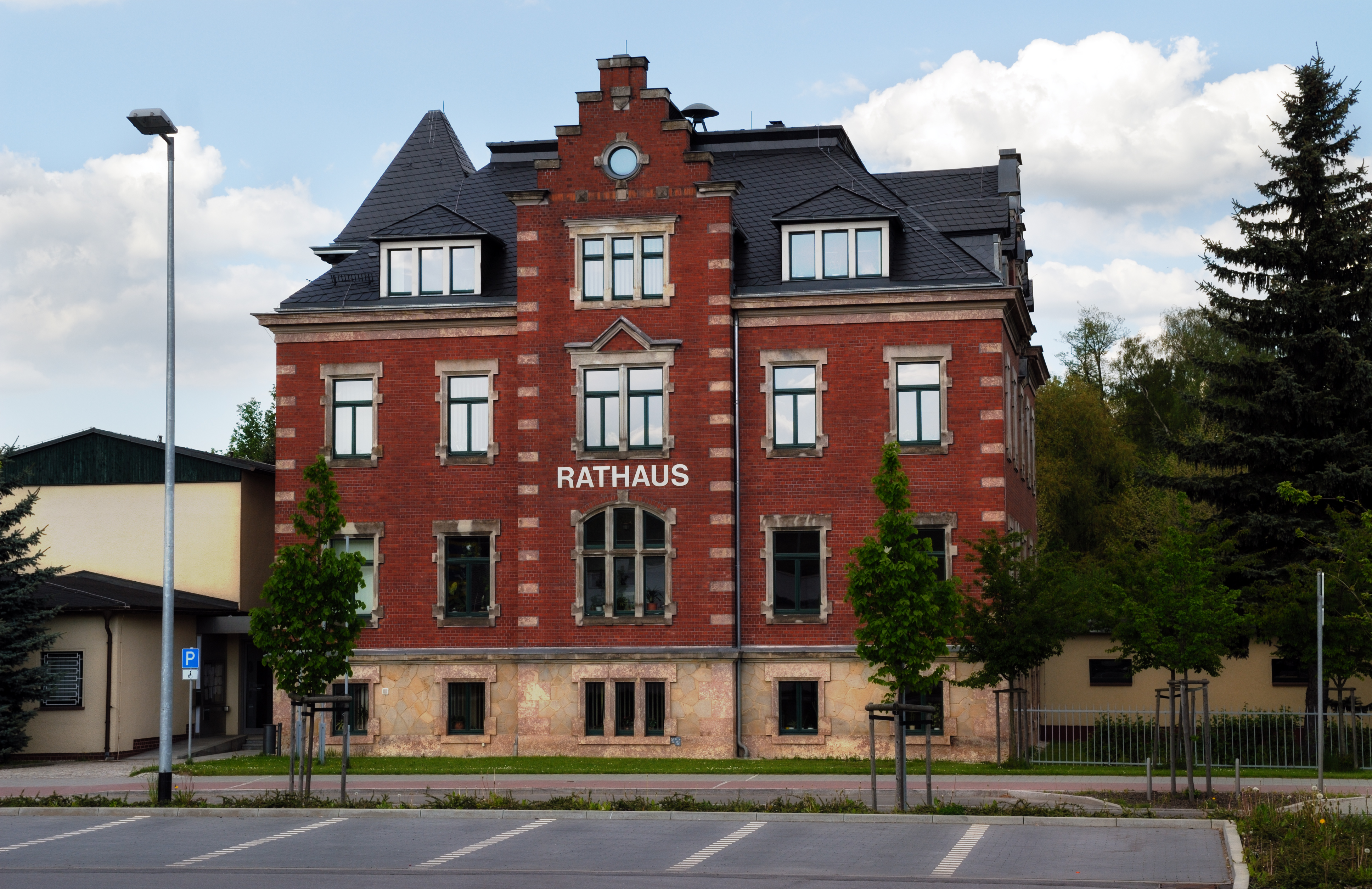
Ratusz
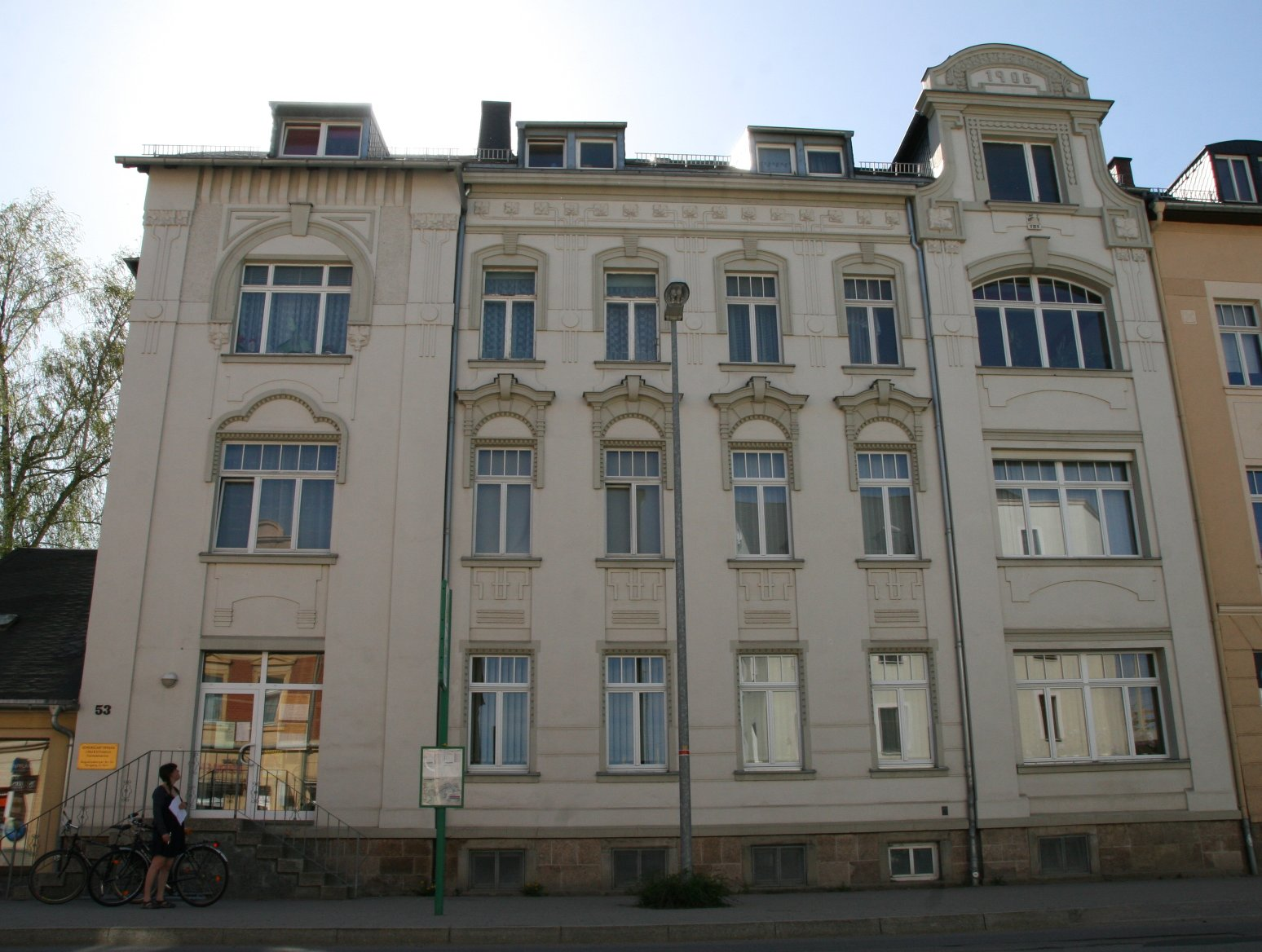
Kamienica z 1906 r.

## Komunikacja
Przez miasto przebiegają dwie drogi krajowe B173 i B180.

## Osoby urodzone we Flöha

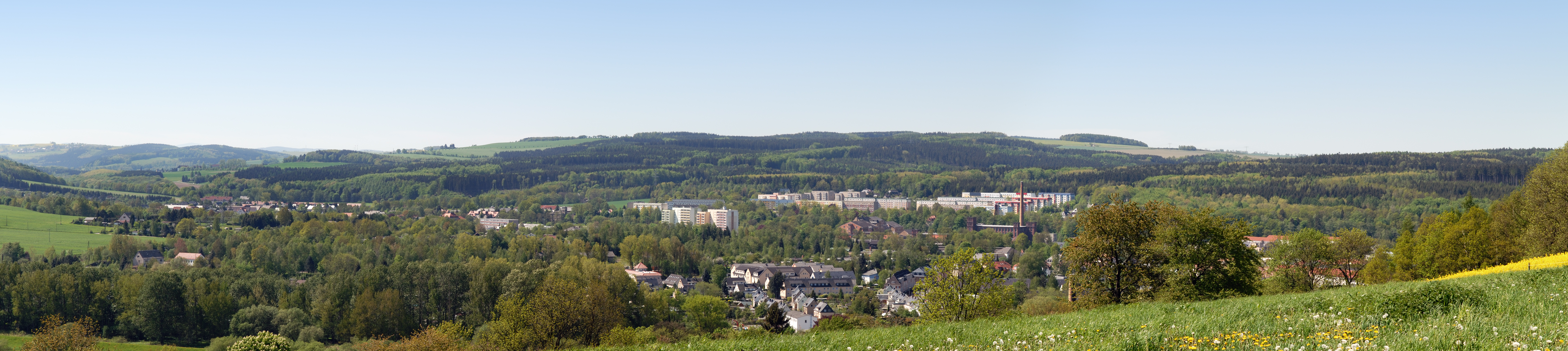
Panorama miasta

- Marcus Popp – niemiecki siatkarz